# Conus sertacinctus
Conus sertacinctus é uma espécie de gastrópode do gênero Conus, pertencente a família Conidae.